# Losfältet

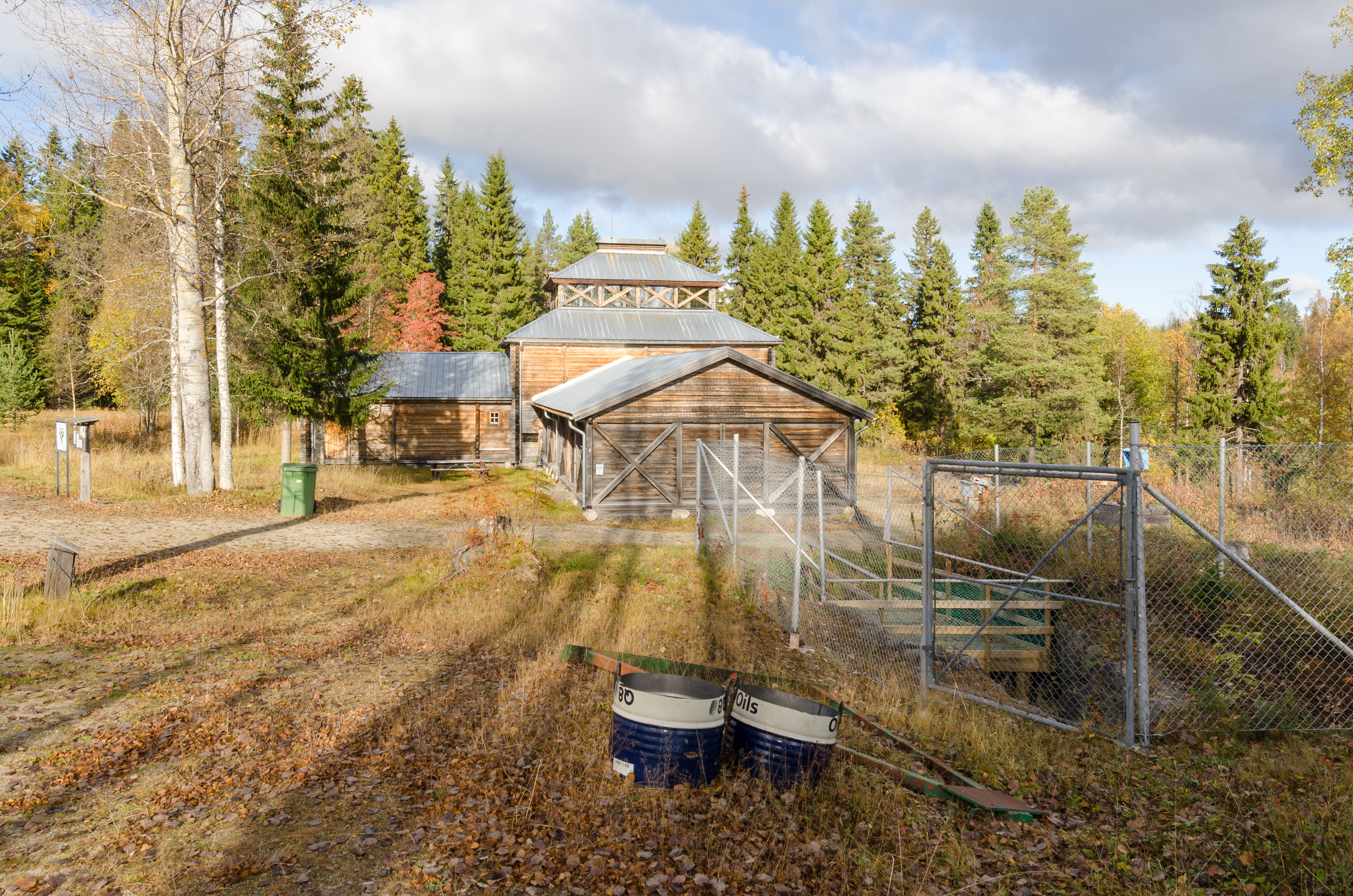
Los koboltgruva.

Losfältet, benämning på ett av arkeisk lerskiffer uppbyggt område norr och nordväst om Los kyrka i Hälsingland.
I södra delen av området uppträder även en i nordnordväst-sydsydöst långsträckt zon av dioritiska bergarter. I desamma, omkring 3 kilometer nordnordväst om kyrkan ligger Los koboltgruva. Något sydväst om Los kyrka finns även Nätsjö koppargruvor, brutna 1837-47.